# Saint-Amans (Ariège)
Saint-Amans – miejscowość i gmina we Francji, w regionie Oksytania, w departamencie Ariège.
Według danych na rok 1990 gminę zamieszkiwało 50 osób, a gęstość zaludnienia wynosiła 19 osób/km² (wśród 3020 gmin regionu Midi-Pireneje Saint-Amans plasuje się na 1013. miejscu pod względem liczby ludności, natomiast pod względem powierzchni na miejscu 1675.).